# Aquarion Logos
Aquarion Logos (アクエリオンロゴス, Akuerion rogosu) est une série télévisée d'animation japonaise produite par le studio Satelight et réalisée par Eiichi Sato. Il s'agit de la troisième série de la franchise Aquarion, après Sōsei no Aquarion et Aquarion Evol, créée pour célébrer son 10e anniversaire. Elle est diffusée initialement à partir de juillet 2015 sur Tokyo MX au Japon et en simulcast sur J-One et Anime Digital Network dans les pays francophones.

## Personnages
Akira Kaibuki (灰吹 陽, Kaibuki Akira)
Voix japonaise : Nobunaga Shimazaki
Maia Tsukigane (月銀 舞亜, Tsukigane Maia)
Voix japonaise : Ayane Sakura
Kokone Kikogami (綺声神 心音, Kikogami Kokone)
Voix japonaise : Haruka Chisuga
Hayato Kujyo (空篠 翼人, Kujo Hayato)
Voix japonaise : Yūichirō Umehara
Tsutomu Domon (土聞 努虫, Domon Tsutomu)
Voix japonaise : Takayuki Asai
Karan Uminagi (海凪 花嵐, Uminagi Karan)
Voix japonaise : Ari Ozawa
Subete Kenzaki (剣嵜 総, Kenzaki Subete)
Voix japonaise : Yuto Adachi
Sōgon Kenzaki (剣嵜 荘厳, Kenzaki Sōgon)
Voix japonaise : Jōji Nakata
Shōko Iwagami (岩上 ショウコ, Iwagami Shōko)
Voix japonaise : Saima Nakano
Sakurako Soda (粗朶 桜子, Soda Sakurako)
Voix japonaise : Ryōko Shiraishi

## Production
La production d'Aquarion Logos est annoncée en février 2015, puis officiellement dévoilée en mars 2015 dans le cadre de la célébration du 10e anniversaire de la franchise Aquarion. L'anime est réalisé au sein du studio Satelight avec une réalisation d'Eiichi Sato, un scénario de Jun Kumagai et des compositions de R.O.N. La série est diffusée initialement à partir du 2 juillet 2015 sur Tokyo MX au Japon et en simulcast sur J-One et Anime Digital Network dans les pays francophones.

## Liste des épisodes
| No | Titre français                     | Titre japonais                               | Titre japonais                               | Date de 1re diffusion |
| No | Titre français                     | Kanji                                        | Rōmaji                                       | Date de 1re diffusion |
| -- | ---------------------------------- | -------------------------------------------- | -------------------------------------------- | --------------------- |
| 1  | Hurle ! Union verbalique !         | 叫べ!創声合体                                | Sakebe Sōsei Gattai                          | 2 juillet 2015        |
| 2  | Resplendis ! Lueur de volonté !    | 照らせ!意志の光                              | Terase Ishi no Hikari                        | 9 juillet 2015        |
| 3  | Résonne ! Mon rêve !               | 響け!私だけの夢                              | Hibike Watashi dake no Yume                  | 16 juillet 2015       |
| 4  | Tire ! Flèche de Cupidon !         | 放て!心射る矢                                | Hanate! Kokoro iru ya!                       | 23 juillet 2015       |
| 5  | Retrouvons notre été !             | 取り戻せ!俺たちの夏                          | Torimodose! Oretachi no natsu                | 30 juillet 2015       |
| 6  | Embrase ta propre force !          | 灯せ! 己の強さ                               | Tomose! Onore no tsuyo-sa                    | 6 août 2015           |
| 7  | Brûlez ! Flammes du Messie !       | 燃やせ! 救世の炎!                            | Moyase! Guze no honō!                        | 13 août 2015          |
| 8  | Transperce ! Fierté d'insecte !    | 貫け! 虫の一分                               | Tsuranuke! Mushi no ichibu                   | 20 août 2015          |
| 9  | Dissipe l'ombre tentatrice !       | 晴らせ! 誘いの影                             | Harase! Sasoi no kage                        | 27 août 2015          |
| 10 | Parviens ! Voix Authentique !      | 届け! 本当の声                               | Todoke! Hontō no koe                         | 3 septembre 2015      |
| 11 | Déployez-vous, ailes entravées !   | 羽ばたけ! 縛られた翼                         | Habatake! Shibarareta tsubasa                | 10 septembre 2015     |
| 12 | Que nos cœurs ne fassent qu'un !   | 重ねろ! 心と心                               | Kasanero! Kokoro to kokoro                   | 17 septembre 2015     |
| 13 | Grande victoire des messies        | 大勝利! 我らが救世主                         | Dai shōri! Warera ga kyūseishu               | 24 septembre 2015     |
| 14 | Dévoile ta pire facette !          | 曝せ! 最低の自分                             | Sarase! Saitei no jibun                      | 1er octobre 2015      |
| 15 | Ô jours de ma jeunesse !           | 鳴呼! 青春の日々                             | Ah! Seishun no hibi                          | 8 octobre 2015        |
| 16 | Tranche ! Blessure du passé !      | 刻め! 宿命の傷                               | Kizame! Shukumei no kizu                     | 15 octobre 2015       |
| 17 | Fracasse l'ennemi !                | 砕け! 討つべきモノ                           | Kudake! Utsubeki mono                        | 22 octobre 2015       |
| 18 | Hurle ! Perdant avoué !            | 吠えろ！正直な負け犬                         | Hoero! Shōjikina makeinu                     | 29 octobre 2015       |
| 19 | Soyez amoureux, Asagaya !          | 恋せよ! 阿佐ヶ谷                             | Koiseyo! Asagaya                             | 5 novembre 2015       |
| 20 | Découvre ta raison d'être          | 知れ! 生まれた意味                           | Shire! Umareta imi                           | 12 novembre 2015      |
| 21 | Tragédie et liaison immorale       | Ｔらぎｃ！ あん いっもらｌ がったい          | Higeki teki desu! Fudoutoku na gattai        | 19 novembre 2015      |
| 22 | Écoute cette voix qui t'appelle    | 聴く！声はきっとあなたにアウトを呼び出します | Mimi wo katamukeru! Anata wo yobu koe        | 26 novembre 2015      |
| 23 | Renais, serment lunaire !          | 蘇れ! 月夜の誓い                             | Yomigaere! Tsukiyo no chikai                 | 3 décembre 2015       |
| 24 | À l'attaque ! Au péril de ma vie ! | 戦いに！ライン上の私の存在と                 | Sentou kaishi da! Yuki ni jibun no sonzai wo | 10 décembre 2015      |
| 25 | Unissez-vous, voix d'espérance !   | ギャザー！明日のための声                     | Shuuketsu! Ashita no koe                     | 17 décembre 2015      |
| 26 | Aquarion Logos est éternel !       | それは終わりません！アクエリオンロゴス       | Sore ha owara nai! Akuerion no Rogos         | 24 décembre 2015      |